# Marijan Polić
Marijan Polić (5. svibnja 1876. – Zagreb, 4. prosinca 1958.) hrvatski mornarički časnik u austro-ugarskoj mornarici i kasnije u mornarici Kraljevine Jugoslavije.

## Životopis
Na koncu Prvog svjetskog rata, u listopadu 1918., bio je kapetan korvete austro-ugarske ratne mornarice kad je uspio spriječiti da četiri broda austro-ugarske mornarice koja su bila u Puli padnu u ruke talijanskoj mornarici koja je zahtijevala svu ratnu mornaricu Austro-Ugarske za sebe. Prvog dana međunarodnih pregovora, 29. studenoga, Talijani su izložili svoje zahtjeve: sve brodove ratne mornarice Austro-Ugarske za njih ili ih potopiti. 31. listopada zapovjedništvo austro-ugarske mornarice predalo je brodove i kapacitete Narodnom vijeću Države SHS. Većina časnika i mornara napustila je brodove i nitko ih nije namjeravao oštetiti. Austrijanci su otišli, a na brodovima je ostalo uglavnom hrvatsko osoblje. Polić je postao časnikom mornarice Države SHS.
1. studenoga talijanski su diverzanti potopili Viribus Unitis. Talijani su se uskoro iskrcali u austrijske luke, prvo u Trst (3.), 4. u Rijeku i Zadar te 5. u Pulu. Vidjevši što Talijani spremaju, a znajući što su već napravili Viribus Unitisu, Polić je pokušao spasiti što više brodova za Državu SHS. Okupio ljude te 7. studenoga otplovio s poludrednotima SMS Zrinyi, SMS Radetzky i torpednim brodovima T12 i T52 iz Pule. Na preostalim su brodovima Talijani postavili talijanske zastave. Kad su Polićevu flotu zaustavili talijanski brodovi, kapetan korvete Marijan Polić je na Radetzkom istaknuo američku zastavu, što je odagnalo zbunjene talijanske posade.
Dok su plovili prema jugu, vodila se pregovaračka bitka čiji će biti brodovi. Talijani su tražili sve brodove Austro-Ugarske da pripadnu Italiji ili da ih se potopi, "kao rezultat talijanske pobjede u ratu". Britanski predstavnici su se smijali tome, a predstavnike nove južnoslavenske države nitko nije slušao osim donekle britanskih predstavnika. Kad je hrvatsko osoblje izgubilo strpljenje, hranu i ugljen, otplovili su južnije. 17. studenoga otplovio je Polić sa svojom flotom pod američkom zastavom prema Splitu. Pet dana poslije u Splitu predao je flotu iznenađenoj eskadri američkih podmorničkih lovaca.

## Kraljevina Jugoslavija
Od 19. travnja 1929. do 3. listopada 1931. bio je zapovjednik 2. mornaričkog obalnog zapovjedništva. 17. prosinca 1930. promaknut je u čin kontraadmirala. Od 3. listopada 1931. bio je zapovjednik mornaričkog obalnog zapovjedništva, a 1932. je bio umirovljen, navodno zbog alkoholizma.  Reaktiviran, od 6. ožujka 1934. do 17. travnja 1940. bio je zapovjednik mornarice. Za načelnika operativnog odsjeka mornarice imenovao je Edgara Angelija, časnika proustaških i germanofilskih pogleda. 1935. promaknut je u čin viceadmirala. Britanski vojni ataše smatrao je Polića "dragim ali ignorantom" s malo tehničkog znanja o mornarici. Nakon što je u nesreći tijekom uplovljavanja kroz šibenski kanal Sv. Ante u siječnju 1940. oštećen i potonuo novi razarač Ljubljana, Polić je u travnju 1940. umirovljen. Tijekom Drugog svjetskog rata, 18. ožujka 1942. izbjeglička vlada Kraljevine Jugoslavije u Londonu, na osnovu raspoloživih obavještajnih informacija, donijela je odluku kojom je, među nekadašnjim jugoslavenskim časnicima i dočasnicima koji su ušli u službu kvislinških postrojbi na području okupirane Jugoslavije, Poliću oduzet čin te je proglašen vojnim bjeguncem.
Pokopan je na zagrebačkom Mirogoju.